# 안성 청룡사 영산회괘불탱
안성 청룡사 영산회괘불탱(安城 靑龍寺 靈山會掛佛幀)은 대한민국 경기도 안성시 서운면 청룡사에 있는 조선시대의 탱화다. 1997년 8월 8일 대한민국의 보물 제1257호로 지정되었다.

## 개요
석가가 설법하는 장면을 묘사한 영산회상괘불로, 괘불이란 절에서 큰 법회나 의식을 행하기 위해 법당 앞 뜰에 걸어놓고 예배를 드리는 대형 불교 회화를 말한다.
이 영산회상도는 석가불을 중심으로 6대 보살, 10대 제자 등이 에워싼 모습인데, 중앙의 석가불은 머리에서 빛이 나고 특이하게도 오른손은 어깨 위로 들고 왼손은 무릎에 올린 시무외인의 손모양을 하고 있으며, 다리는 결가부좌한 모습이다. 관을 쓴 제석천, 면류관에 홀을 든 범천상, 책과 연꽃·정병 등을 들고 있는 6명의 보살 등이 석가 주변을 에워싸고 있다. 석가 위로는 여러 제자들과 부처의 수호신인 4명의 금강역사상이 있고, 그림의 맨 윗부분에는 여러 불상들이 작게 그려져 있다. 주로 진한 붉은색과 청색이 많이 사용되었고 복잡한 구도로 인해 무거운 느낌이 들지만 윗부분에서 보여주는 화려함과 아랫부분의 무늬로 인해 여유있어 보인다.
이 그림은 효종 9년(1658)에 승려화가인 명옥 등이 그린 것으로 본존의 크기가 매우 컸던 고려말∼조선초의 그림과는 달리 본존인 석가불이 작아져 상대적으로 주변 인물의 크기와 비슷해진 그림으로, 17세기 중엽 영산회상도를 대표할 만한 작품으로 평가된다.

## 전시
국립중앙박물관은 2015년 6월 2일부터 11월 29일까지 상설전시관 2층 불교회화실에서 테마전 '청룡사 괘불'전을 개최한다.

## 같이 보기
- 안성 청룡사

## 참고 자료
- 안성 청룡사 영산회괘불탱 - 국가유산청 국가유산포털